# FIFA Manager 11
FIFA Manager 11 — десятая игра из серии игр «FIFA Manager», выпущенная компанией «Electronic Arts». В игре менеджер полностью контролирует все стороны жизни клуба. Также в «FIFA Manager 11» существует режим «FIFA World Cup 2010», который позволяет менеджеру переиграть Чемпионат мира 2010 на собственном компьютере.

## Особенности игры
| Сводный рейтинг       | Сводный рейтинг |
| Агрегатор             | Оценка          |
| --------------------- | --------------- |
| GameRankings          | 66,33 %         |
| Русскоязычные издания |                 |
| Издание               | Оценка          |
| PlayGround.ru         | 9,4/10          |
| «Страна игр»          | 8,0/10          |

### Рынок трансферов
- Игроки и агенты говорят вам о своих ожиданиях в отношении их контрактов ещё до переговоров.
- Управляемые компьютером клубы применяют тактику, похожую на тактику реальных команд — к примеру, делают предложения игрокам, чтобы просто ослабить основной торг.
- Клубный менеджер может задействовать прессу в своих интересах. Используя прессу на ранней стадии переговоров интересными футболистами, он может хвалить их или советовать им не продлевать контракт, чтобы потом направить их в свой клуб.
- В игре присутствует газетный архив со всеми заголовками и статьями, от первых слухов до подписанных контрактов[1].
- В последние 24 часа перед закрытием трансферного рынка теперь происходит большее количество переводов.

### Режим FIFA World Cup
Режим «FIFA World Cup 2010» доступен из стартового экрана игры. Он позволяет выбрать любую команду среди попавших на Чемпионат мира в ЮАР. В зависимости от настроек и любви к деталям режим займёт от 20 минут до 2 часов реального времени.

### База данных
Всего в базе данных около 40 тысяч игроков, 13 тысяч из которых имеют фотографии.